# Таунс (округ)
Та́унс (англ. Towns County) — округ штата Джорджия, США. Население округа на 2000 год составляло 9319 человек. Административный центр округа — город Хайавосси.

## История
Округ Таунс основан в 1856 году.

## География
Округ занимает площадь 429.9 км2.

## Демография
Согласно Бюро переписи населения США, в округе Таунс в 2000 году проживало 9319 человек. Плотность населения составляла 21.7 человек на квадратный километр.